# Tetralonia macrognatha
Tetralonia macrognatha är en biart som först beskrevs av Carl Eduard Adolph Gerstäcker 1870.  Tetralonia macrognatha ingår i släktet Tetralonia och familjen långtungebin. Inga underarter finns listade i Catalogue of Life.